# Туили
Туѝли (на италиански и на сардински: Tuili) е село и община в Южна Италия, провинция Южна Сардиния, автономен регион и остров Сардиния. Разположено е на 208 m надморска височина. Населението на общината е 1080 души (към 2010 г.).